# Westerdiepsterdallen
Westerdiepsterdallen is een buurtschap in de gemeente Veendam, provincie Groningen (Nederland). De buurtschap ligt ten westen van Wildervank, aan een doodlopend straatje vanaf de Kielsterachterweg.
Met slechts twee huizen is het een van de kleinste plaatsen in Nederland. Een tijdlang heeft het slechts één inwoner gehad, toen een van de huizen leegstond. Hiermee heeft Westerdiepsterdallen ook het Guinness Book of Records gehaald. Vroeger heeft Nederland zelfs plaatsen gehad zonder inwoners. In 2007 had Westerdiepsterdallen vijf inwoners en was het daardoor qua inwonertal net iets groter dan Breezanddijk.
In het verleden stonden er in Westerdiepsterdallen zes huizen, maar in verband met de ruilverkaveling zijn deze huizen afgebroken.
In 2007 kwam de buurtschap in het nieuws als "Asterix en Obelixdorp" nadat de vijf bewoners van de buurtschap een miljoenenproject inzake een vaarverbinding tussen Veendam en het Zuidlaardermeer wisten op te schorten. De bewoners verzetten zich tegen de aanleg van een nieuwe brug en de kap van 120 bomen. Volgens een bewoner zouden veel van de bomen meer dan 40 jaar oud zijn en zou door de kap van deze bomen het uitzicht hierdoor worden bedorven. Het project werd uitgesteld. Inmiddels is de brug echter aangelegd en zijn de bomen gekapt.
Dorpen: Bareveld (deels) · Borgercompagnie (deels) · Ommelanderwijk · Tripscompagnie (deels) · Veendam · Wildervank (Bareveld)

Gehuchten: Kibbelgaarn · Numero Dertien · Wildervanksterdallen

Buurtschappen: Boven Veensloot (deels) · Korte Akkers · Westerdiepsterdallen · Zuidwending

Groningen: Steden en dorpen      Nederland: Provincies · Gemeenten